# 八木彬
八木 彬（やぎ あきら、1997年5月26日 - ）は、和歌山県和歌山市出身のプロ野球選手（投手）。右投右打。千葉ロッテマリーンズ所属。

## 経歴

### プロ入り前
中学時代は、和歌山ボーイズでプレー。
高校時代は、青森県の八戸学院光星高校に進学。同期には呉屋開斗がいた。
大学時代は、東北福祉大学に進学。1年次から登板機会を得たものの、4年次は怪我の影響のためリーグ戦での登板はなかった。
東北福祉大学卒業後は、三菱重工名古屋に入社。1年目から公式戦で登板機会を得る。同年で野球部が統合したため、三菱重工Westに移籍。同い年の森翔平の2枚看板でチームを引っ張った。
2021年10月11日に行われたプロ野球ドラフト会議において、千葉ロッテマリーンズから5位指名を受け、12月7日に契約金4000万円、年俸960万円で入団に合意した（金額は推定）。背番号は33。森翔平も広島東洋カープから2位指名され入団した。

### ロッテ時代
2022年は、キャンプ・オープン戦で一軍帯同したが、開幕は二軍スタートとなった。5月15日に一軍昇格すると、同日のオリックス・バファローズ戦でプロ初登板を果たした。最終的に22試合に登板して防御率3.63を記録し、11月17日に340万円増の推定年俸1300万円で契約を更改した。
2023年は、6月4日に一軍に昇格するも、3試合の登板で防御率18.00と振わず、6月14日に登録を抹消された。
2024年は、9月10日のオリックス戦でプロ初ホールドを記録したが、最終的には9試合の登板にとどまり、2ホールド、防御率4.09という成績に終わった。二軍では7月17日の横浜DeNAベイスターズ戦から先発登板にも挑戦した。11月19日に200万円増の推定年俸1300万円で契約を更改した。
2025年は、4月30日に一軍に昇格した。

## 選手としての特徴・人物
最速152km/hの直球を持ち、フォークも武器とする。2024年からは二軍監督のサブローのアドバイスにより、ツーシームも習得した。

## 詳細情報

### 年度別投手成績
| 年 度     | 球 団     | 登 板 | 先 発 | 完 投 | 完 封 | 無 四 球 | 勝 利 | 敗 戦 | セ 丨 ブ | ホ 丨 ル ド | 勝 率 | 打 者 | 投 球 回 | 被 安 打 | 被 本 塁 打 | 与 四 球 | 敬 遠 | 与 死 球 | 奪 三 振 | 暴 投 | ボ 丨 ク | 失 点 | 自 責 点 | 防 御 率 | W H I P |
| --------- | --------- | ----- | ----- | ----- | ----- | -------- | ----- | ----- | -------- | ----------- | ----- | ----- | -------- | -------- | ----------- | -------- | ----- | -------- | -------- | ----- | -------- | ----- | -------- | -------- | ------- |
| 2022      | ロッテ    | 22    | 0     | 0     | 0     | 0        | 0     | 0     | 0        | 0           | ----  | 96    | 22.1     | 25       | 3           | 8        | 1     | 0        | 21       | 2     | 0        | 9     | 9        | 3.63     | 1.48    |
| 2023      | ロッテ    | 3     | 0     | 0     | 0     | 0        | 0     | 0     | 0        | 0           | ----  | 20    | 3.0      | 9        | 1           | 2        | 0     | 0        | 2        | 0     | 0        | 6     | 6        | 18.00    | 3.67    |
| 2024      | ロッテ    | 9     | 0     | 0     | 0     | 0        | 0     | 0     | 0        | 2           | ----  | 45    | 11.0     | 11       | 1           | 1        | 0     | 0        | 9        | 1     | 0        | 5     | 5        | 4.09     | 1.09    |
| 通算：3年 | 通算：3年 | 34    | 0     | 0     | 0     | 0        | 0     | 0     | 0        | 2           | ----  | 161   | 36.1     | 45       | 5           | 11       | 1     | 0        | 32       | 3     | 0        | 20    | 20       | 4.95     | 1.54    |

- 2024年度シーズン終了時

### 年度別守備成績
| 年 度 | 球 団  | 投手  | 投手  | 投手  | 投手  | 投手  | 投手     |
| 年 度 | 球 団  | 試 合 | 刺 殺 | 補 殺 | 失 策 | 併 殺 | 守 備 率 |
| ----- | ------ | ----- | ----- | ----- | ----- | ----- | -------- |
| 2022  | ロッテ | 22    | 0     | 2     | 0     | 0     | 1.000    |
| 2023  | ロッテ | 3     | 0     | 0     | 0     | 0     | ----     |
| 2024  | ロッテ | 9     | 0     | 2     | 0     | 0     | 1.000    |
| 通算  | 通算   | 34    | 0     | 4     | 0     | 0     | 1.000    |

- 2024年度シーズン終了時

### 記録
初記録
- 初登板：2022年5月15日、対オリックス・バファローズ9回戦（京セラドーム大阪）、8回裏に5番手で救援登板・完了、1回無失点
- 初奪三振：同上、8回裏に大城滉二から空振り三振
- 初ホールド：2024年9月10日、対オリックス・バファローズ23回戦（京セラドーム大阪）、6回裏に2番手で救援登板、1回無失点

### 背番号
- 33（2022年[8] - ）